# Hampton (Florida)
Hampton es una ciudad ubicada en el condado de Bradford, Florida, Estados Unidos. Tiene una población estimada, a mediados de 2022, de 448 habitantes.

## Geografía
La localidad está ubicada en las coordenadas 29°51′51″N 82°8′17″O / 29.86417, -82.13806. Según la Oficina del Censo de los Estados Unidos, tiene una superficie total de 2.73 km², correspondientes en su totalidad a tierra firme.

## Demografía
Según el censo de 2020, en ese momento había 432 personas residiendo en la localidad. La densidad de población era de 158.24 hab./km². El 90.05% de los habitantes eran blancos, el 6.02% eran afroamericanos, el 0.23% era asiático, el 1.39% eran de otras razas y el 2.31% eran de una mezcla de razas. Del total de la población el 3.70% eran hispanos o latinos de cualquier raza.